# Proevippa dregei
Proevippa dregei är en spindelart som först beskrevs av William Frederick Purcell 1903.  Proevippa dregei ingår i släktet Proevippa och familjen vargspindlar. Inga underarter finns listade i Catalogue of Life.